# Silbomyia metallica
Silbomyia metallica är en tvåvingeart som beskrevs av Crosskey 1965. Silbomyia metallica ingår i släktet Silbomyia och familjen spyflugor. Inga underarter finns listade i Catalogue of Life.